# Chicago Mercantile Exchange

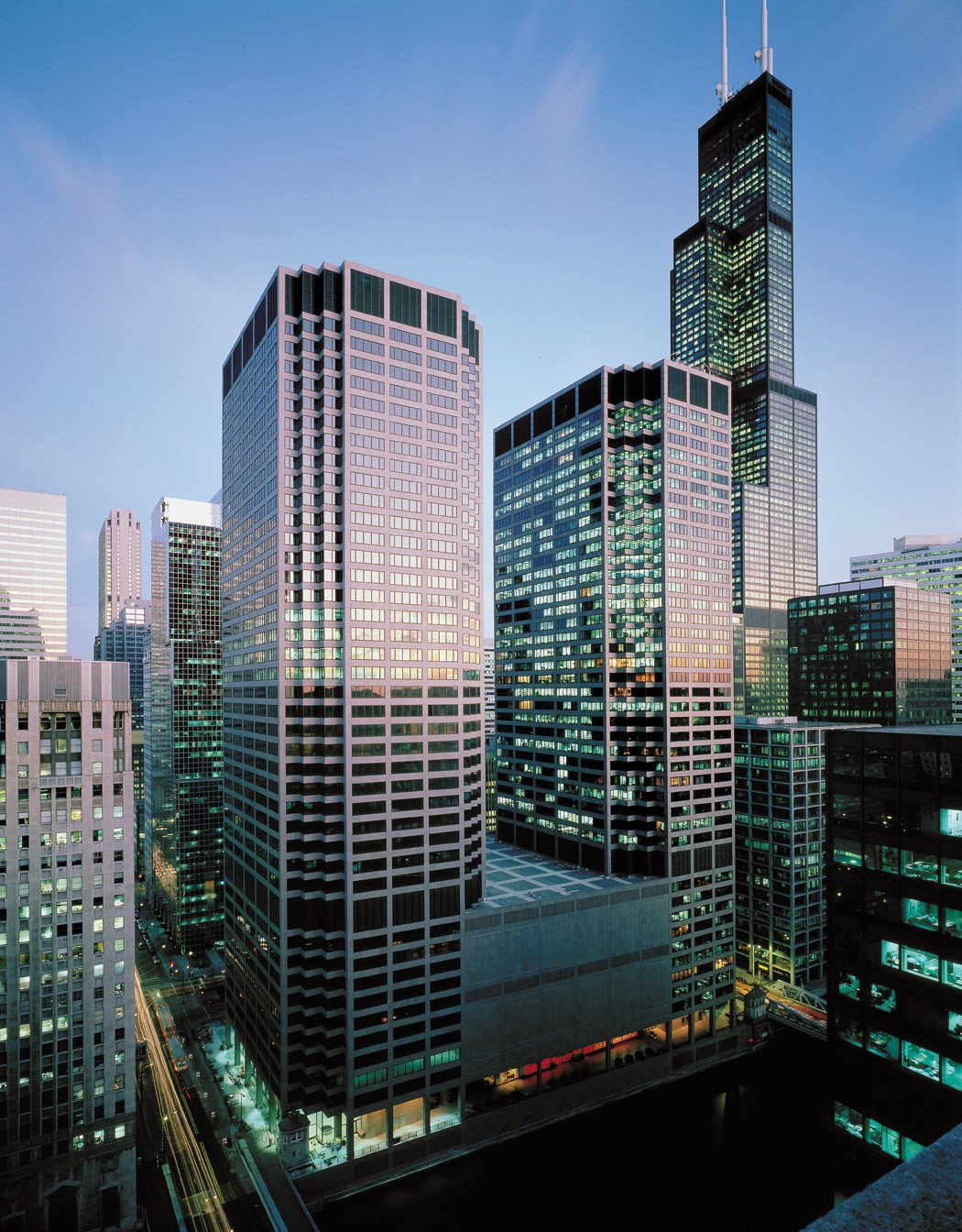
Gebäude der Chicago Mercantile Exchange

Die Chicago Mercantile Exchange (CME) ist eine der größten Börsen der Welt und zählt zu den ältesten solcher Einrichtungen weltweit. Ihr Sitz ist in Chicago. Die Börse wird von dem gleichnamigen Unternehmen Chicago Mercantile Exchange betrieben, das im S&P 500 gelistet und seit dem Zusammenschluss mit der CBOT Teil der CME Group ist.

## Hintergründe
An der CME werden vor allem Futures und Optionen auf so unterschiedliche Commodities wie z. B. Kupfer, Wolle, Zucker, Schweinebäuche, Rinder, Aktienindizes, Zinn, Aluminium und Holz gehandelt. Im September 1999 bot die CME auch erstmals Wetterfutures und Optionen auf Wetterfutures an und gehört damit zu den Vorreitern in diesem Börsensegment. Die CME hat weltweit das höchste Volumen ausstehender Kontrakte, was ein Hinweis auf ihre hohe Liquidität ist.
Vorreiter war die CME nicht nur bei Wetterderivaten. Die CME führte 1992 mit dem CME Globex® Trading System eine Software ein, die als erste elektronische Handelsplattform der Welt gilt. Diese Plattform erlaubte eine Teilnahme am Handel, ohne dass Händler sich tatsächlich auf dem Parkett befinden.
Im Dezember 2002 wurde die CME selbst ein börsengehandeltes Unternehmen und damit die erste US-amerikanische Börse, für die dies galt.

## Geschichte
Die CME wurde 1898 als Chicago Butter and Egg Board gegründet, wo lediglich Kontrakte auf Eier und Butter gehandelt wurden. Sie stellte einen Ableger des Chicago Board of Trade dar. Vorläufer dieser Börse lassen sich sogar auf das Jahr 1800 zurückverfolgen. Der Handel mit einem weit größeren Warenumfang entwickelte sich sehr schnell, so dass die Börse 1919 in Chicago Mercantile Exchange umbenannt wurde.